# ピコ
ピコ（pico, 記号:p）は国際単位系 (SI) におけるSI接頭語の一つで、以下のように、基礎となる単位の 10−12倍（= 一兆分の一、0.000 000 000 001 倍）の量であることを示す。
- 1 ピコ秒 = 0.000 000 000 001 秒
- 1 ピコグラム = 0.000 000 000 001 グラム
- 1 ピコファラド = 0.000 000 000 001 ファラド
- 1 ピコワット = 0.000 000 000 001 ワット

1960年に導入されたもので、イタリア語で「小さい」という意味の piccolo に由来する。